# Partit Nazzjonalista
De Partit Nazzjonalista (PN) of Nationalist Party (NP, d.i. Nationalistische Partij) is de oudste politieke partij van Malta. De PN werd in 1880 opgericht door Dr. Fortunato Mizzi onder de naam Anti-Reform Party. De partij keerde zich toen heftig tegen de door de Britten ingevoerde belastingen en de plannen van de koloniale administratie om de scholen te laten leiden door Anglicanen.
Hoewel pro-rooms-katholiek, waren er in de begindagen van de Anti-Reform Party spanningen met de Kerk, omdat de PN ook sterk werd beïnvloed door de liberale ideeën uit Italië.
Later werd de naam van Anti-Reform Party gewijzigd in Nationalist Party (Partit Nazzjonalista).
Vlak voor de Eerste Wereldoorlog viel de Nationalist Party uiteen in twee partijen: de Maltese Political Union en de Democratic Nationalist Party. Beide partijen werkten echter sinds het einde van de Eerste Wereldoorlog nauw samen. In 1921 won de UPM de verkiezingen en vormde met de Labour Party een regering. In 1926 sloten de UPM en de DNP zich aaneen in een coalitie en in 1927 fuseerden de partijen en namen de naam Nationalist Party weer aan.
Van 1924 tot 1927 en van 1932 tot 1933 leverde de PN de premier van Malta.
Na de Tweede Wereldoorlog radicaliseerde de partij en nam fel anti-Britse standpunten in, zoals de eis voor onafhankelijkheid, dit in tegenstelling tot de Labour Party die toen nog niet naar onafhankelijkheid streefde. Dr. Enrico Mizzi (de zoon van Fortunato) werd om zijn ideeën naar Oeganda verbannen (1945).
In 1947 won de Labour Party van Dr. Paul Boffa de parlementsverkiezingen en werd Boffa premier. Dit was de eerste Labour-regering van Malta. In 1949 voltrok zich een scheuring binnen de Labour Party (LP). Er ontstonden twee, later drie Labour-partijen in het parlement. Mede hierdoor won de PN de parlementsverkiezingen van 1950. Enri Mizzi werd premier (1950) namens de PN, opgevolgd door partijgenoot George Borg Olivier (1950-1955).
Bij de verkiezingen van de Malta Labour Party (MLP) van Dom Mintoff aan de macht. De MLP was een van drie labour partijen. In 1962 werd Olivier van de PN opnieuw premier en bleef deze post bekleden tot aan de verkiezingsoverwinning van de MLP in 1971 toen Mintoff opnieuw premier werd. Tot 1987 bleef de MLP ononderbroken aan de macht.
Bij de parlementsverkiezingen van 1987 werd de PN de grootste partij met Eddie Fenech Adami als minister-president.
Na een korte Labour-regering (1996-1998) werd de PN bij de parlementsverkiezingen van 1998 opnieuw de grootste en werd Eddie Fenech Adami opnieuw premier. Op 23 maart 2004 werd hij als minister-president opgevolgd door Lawrence Gonzi welke op 10 maart 2008 werd herverkozen.
De PN heeft thans 35 zetels in het 65 zetels tellende Huis van Afgevaardigden.
De PN vindt haar aanhang onder academici, de geestelijkheid, middenstanders, de burgerij en de arbeiders.

## Voorzitters van de Partit Nazzjonalista sinds1926
- 1926-1940: Sir Ugo P. Mifsud en Enrico Mizzi (1x) (co-voorzitters)
- 1940-1944: George Borg Olivier (1x)
- 1944-1950: Enrico Mizzi (2x)
- 1950-1977: George Borg Olivier (2x)
- 1977-2004: Eddie Fenech Adami
- 2004-heden: Lawrence Gonzi